# Laurent Mérer
Laurent Mérer, né le 13 août 1948, est un officier de marine et écrivain français.

## Biographie
Né d'un père breton et d'une mère originaire du Pas-de-Calais, il entre dans la Marine nationale à vingt ans. Il y effectue toute sa carrière jusqu’en septembre 2006. 
Il accède aux fonctions de préfet maritime de la Manche et de la mer du Nord, de commandant des Forces navales de l’océan Indien et de préfet maritime de l’Atlantique.
En 2007, il est candidat aux législatives à Brest.
Depuis son départ de la Marine nationale, il se consacre à l'écriture, aux voyages avec son épouse Corinne Mérer,, et donne de nombreuses conférences. Il est expert auprès de l'Association pour le progrès du management (APM). Il est membre de la Société des Explorateurs Français.

## Carrière
- 1968 : entrée à l'École navale.
- 1981 : commandant du patrouilleur La Dunkerquoise dans le Pacifique Sud
- 1984 : professeur de stratégie navale en République populaire de Chine.
- 1988 : commandant de l’aviso-escorteur Doudard de Lagrée des forces maritimes de l'océan Indien.
- 1992 : commandant de la frégate Tourville
- 1996 : auditeur à l’Institut des hautes études de défense nationale et au Centre des hautes études militaires.
- 1997 : nommé au cabinet du Premier ministre.
- 2000 : préfet maritime de la Manche et de la mer du Nord, commandant la zone maritime de la Manche et de la mer du Nord.
- 2001 : commandant de la zone maritime de l’océan Indien (ALINDIEN).
- 2004 : commandant de la zone maritime Atlantique, commandant de la région maritime Atlantique, et préfet maritime de l’Atlantique. Membre du Conseil supérieur de la Marine.

## Dinstinctions
- Commandeur de la Légion d'honneur
- Officier de l'ordre national du Mérite
- Croix de la Valeur militaire (2 citations)
- Commandeur de l'ordre du Mérite maritime
- Croix du combattant
- Médaille d'Outre-Mer
- Médaille de la Défense nationale, échelon bronze
- Médaille commémorative française

## Publications
- « Alindien » : Un marin dans l'océan indien, Éditions Le Télégramme, 2006  (ISBN 2-84833-167-4) [présentation en ligne] - Prix de l'Académie française 2006 - Prix Éric Tabarly 2006 - Prix Encre Marine 2006
- Préfet de la mer, Éditions des Équateurs, 2007  (ISBN 9782849900604) - Prix Place de Fontenoy 2008[8]
- Moi, Osmane, pirate somalien, Koutoubia, 2009  (ISBN 9782753804142) - Prix des Écrivains de langue française 2009 - Réédité en 2012 aux éditions du Rocher  (ISBN 978-2-268-07329-3)[9]
- Le roman des marins, Éditions du Rocher 2010  (ISBN 978-2-268-07020-9) (BNF 42307858) - Prix Triskell ar mor 2010
- À l'assaut des pirates du Ponant, Éditions du Rocher 2012  (ISBN 978-2-268-07271-5)
- Nos carnets d’Éthiopie Éditions du Rocher 2013  (ISBN 978-2-268-07517-4)
- Le jardin des explorateurs, Éditions Erick Bonnier 2017  (ISBN 978 236 760 0710)
- S'ils se taisent, les pierres crieront..., Éditions Balland 2017  (ISBN 978-2-94055-670-0)[10]
- J'ai connu des bateaux..., Editions Balland 2018  (ISBN 978-2-94055-685-4)
- De l'autre côté de la colline, Editions Balland 2020  (ISBN 978-2-94063-259-6)
- L'art du commandement dans la Marine: quelle inspiration pour les chefs d'entreprise?, Editions Mardaga (Bruxelles) 2021 ((9782804720001))